# Lollius kuroiwae
Lollius kuroiwae är en insektsart som först beskrevs av Matsumura 1916.  Lollius kuroiwae ingår i släktet Lollius och familjen sköldstritar. Inga underarter finns listade i Catalogue of Life.